# Warren P. Knowles
Warren Perley Knowles (* 19. August 1908 in River Falls, Wisconsin; † 1. Mai 1993 in Black River Falls, Wisconsin) war ein US-amerikanischer Politiker und von 1965 bis 1971 der 37. Gouverneur des Bundesstaates Wisconsin.

## Frühe Jahre und politischer Aufstieg
Knowles besuchte bis 1930 das Carleton College in Northfield (Minnesota) und dann bis 1933 die University of Wisconsin–Madison, an der er Jura studierte. Im Jahr 1940 wurde er in den Senat von Wisconsin gewählt. Dieses Mandat behielt er auch während des Zweiten Weltkrieges, obwohl er in dieser Zeit als Marineoffizier im Einsatz war. Bis 1953 verblieb er im Staatssenat. Danach wurde er im Jahr 1954 zum Vizegouverneur von Wisconsin gewählt. Dieses Amt übte er zwischen 1955 und 1959 sowie dann nochmals von 1961 bis 1963 aus. Im Jahr 1957 bewarb er sich erfolglos um einen Sitz im US-Senat. In der Primary der Republikaner belegte er lediglich den vierten Platz.

## Gouverneur von Wisconsin
Im Jahr 1964 wurde Knowles entgegen einem bundesweiten Trend zu Gunsten der Demokraten zum neuen Gouverneur seines Staates gewählt. Nach zwei Wiederwahlen in den Jahren 1966 und 1968 konnte er dieses Amt zwischen dem 5. Januar 1965 und dem 4. Januar 1971 ausüben. Diese Jahre waren vom Vietnamkrieg überschattet. Es kam, wie auch in anderen Bundesstaaten, zu heftigen Protesten der Bürger gegen diesen Krieg. Auch die Bürgerrechtsbewegung machte durch Demonstrationen auf sich aufmerksam. Der Gouverneur reagierte auf die Proteste mit dem zeitweiligen Einsatz der Nationalgarde. Nach dem Ende seiner Gouverneurszeit wurde Knowles Präsident der Heritage Wisconsin Corporation, einer in Milwaukee ansässigen Bankengruppe.
Zu Ehren von Warren Knowles wurde 1981 der St. Croix River State Forest in Governor Knowles State Forest umbenannt.